# Butterfield (Texas)
Butterfield és una concentració de població designada pel cens dels Estats Units a l'estat de Texas. Segons el cens del 2007 tenia 63 habitants.

## Demografia
Segons el cens del 2000, Butterfield tenia 61 habitants, 18 habitatges, i 14 famílies. La densitat de població era de 7,5 habitants per km².
Dels 18 habitatges en un 50% hi vivien nens de menys de 18 anys, en un 55,6% hi vivien parelles casades, en un 22,2% dones solteres, i en un 16,7% no eren unitats familiars. En el 16,7% dels habitatges hi vivien persones soles el 5,6% de les quals corresponia a persones de 65 anys o més que vivien soles. El nombre mitjà de persones vivint en cada habitatge era de 3,39 i el nombre mitjà de persones que vivien en cada família era de 3,73.
Per edats la població es repartia de la següent manera: un 32,8% tenia menys de 18 anys, un 11,5% entre 18 i 24, un 31,1% entre 25 i 44, un 21,3% de 45 a 60 i un 3,3% 65 anys o més.
L'edat mediana era de 30 anys. Per cada 100 dones de 18 o més anys hi havia 78,3 homes.
La renda mediana per habitatge era de 8.750$ i la renda mediana per família de 8.750$. Els homes tenien una renda mediana de 0$ mentre que les dones 6.250$. La renda per capita de la població era de 4.526$. Aproximadament el 100% de les famílies i el 100% de la població estaven per davall del llindar de pobresa.

## Poblacions més properes
El següent diagrama mostra les poblacions més properes.